# Sphaeriestes alternatus
Sphaeriestes alternatus là một loài bọ cánh cứng trong họ Salpingidae. Loài này được LeConte miêu tả khoa học năm 1859.